# 가선대부
가선대부(嘉善大夫)은 조선시대 종2품의 하계(下階) 문관의 품계의 품계명이다.

## 내용
고려시대의 자덕대부(資德大夫)에 해당한다. 조선시대 1392년(태조 1) 7월 새로이 관제를 제정할 때 설치되어 종이품(從二品)의 문관과 무관에게 주던 품계이다. 종이품의 하계(下階)로서 가정대부(嘉靖大夫)·가의대부(嘉義大夫)보다 아래 자리이다. 경국대전(經國大典) 이후로 문무관에게만 주다가, 대전회통(大典會通)에서는 종친(宗親)과 의빈(儀賓: 임금의 사위)에게도 적용하였다.

## 관직
관직으로는 종친부(宗親府)의 군(君)·종정경(宗正卿), 충훈부(忠勳府)의 군(君), 의빈부(儀賓府)의 위(尉), 돈령부(敦寧府)·중추부(中樞府)·의금부(義禁府)·경연청(經筵廳)·성균관(成均館)·춘추관(春秋館)의 동지사(同知事), 육조(六曹)의 참판(參判), 한성부(漢城府)의 좌윤(左尹)·우윤(右尹), 사헌부(司憲府)의 대사헌(大司憲), 규장각(奎章閣)·홍문관(弘文館)·예문관(藝文館)의 제학(提學), 규장각의 직제학(直提學), 교서관(校書館)의 부제조(副提調), 오위도총부(五衛都摠府)의 부총관(副摠官), 세자시강원(世子侍講院)의 좌부빈객(左副賓客)·우부빈객(右副賓客), 세손시강원(世孫侍講院)의 좌유선(左諭善)·우유선(右諭善), 개성부(開城府)·강화부(江華府)의 유수(留守), 교서관(校書館)·제언사(堤堰司)·비변사(備邊司)·선혜청(宣惠廳)·준천사(濬川司)·승문원(承文院)·봉상시(奉常寺)·종부시(宗簿寺)·사옹원(司饔院)·내의원(內醫院)·상의원(尙衣院)·사복시(司僕寺)·군기시(軍器寺)·사섬시(司贍寺)·군자감(軍資監)·장악원(掌樂院)·관상감(觀象監)·전의감(典醫監)·사역원(司譯院)·선공감(繕工監)·수성금화사(修城禁火司)·사도시(司imagefont寺)·사재감(司宰監)·전함사(典艦司)·전연사(典涓司)·소격서(昭格署)·종묘서(宗廟署)·사직서(社稷署)·경모궁(景慕宮)·제용감(濟用監)·평시서(平市署)·전생서(典牲署)·내자시(內資寺)·내섬시(內贍寺)·예빈시(禮賓寺)·전설사(典設司)·장흥고(長興庫)·빙고(氷庫)·장원서(掌苑署)·사포서(司圃署)·사축서(司畜署)·조지서(造紙署)·혜민서(惠民署)·도화서(圖畵署)·활인서(活人署)·와서(瓦署)·귀후서(歸厚署)·문소전(文昭殿)·연은전(延恩殿)·영희전(永禧殿)·화령전(華寧殿)·장생전(長生殿)·경리청(經理廳)의 제조(提調), 오위(五衛)·겸사복(兼司僕)·내금위(內禁衛)·우림위(羽林衛)·용호영(龍虎營)의 장(將), 훈련도감(訓鍊都監)·금위영(禁衛營)·어영청(御營廳)의 대장(大將), 훈련도감(訓鍊都監)·금위영·어영청·총융청(摠戎廳)의 중군(中軍), 총융청·관리영(管理營)·진무영(鎭撫營)의 사(使), 포도청(捕盜廳)의 좌대장(左大將)·우대장(右大將), 팔도(八道)의 관찰사(觀察使)·절도사(節度使)·방어사(防禦使)·통어사(統禦使), 경기도(京畿道)·경상도(慶尙道)·전라도(全羅道)·함경도(咸鏡道)·평안도(平安道)의 부윤(府尹), 경상도의 수군중군(水軍中軍) 등이 있었다.
돈령부·중추부동지사를 제외한 동지사, 부총관, 제학, 직제학, 제조, 부제조, 좌우부빈객, 총리영·진무영의 사, 절도사, 방어사는 모두 예겸(例兼)하였다. 처(妻)에게는 정부인(貞夫人)의 작호(爵號)가 주어졌다.

## 참고 문헌
- 『고려사(高麗史)』
- 『태조실록(太祖實錄)』
- 『고종실록(高宗實錄)』
- 『순종실록(純宗實錄)』
- 『경국대전(經國大典)』
- 『조선초기량반연구(朝鮮初期兩班硏究)』(이성무, 일조각, 1980)
- 「朝鮮初期の文武散階」(李成茂, 『朝鮮學報』102, 1982)